# أليس إيراني
الأليس الإيراني (باللاتينية: Alyssum iranicum) نوع نباتي يتبع جنس الأليس من الفصيلة الكرنبية.

## البيئة والانتشار
موطنه بلاد الشام وإيران.